# Fasola (program telewizyjny)
Telewizyjny Teatrzyk Piosenki dla Dzieci „Fasola” – popularny w latach 80. muzyczny program telewizyjny dla dzieci, pierwsza dziecięca lista przebojów.
Początkowo emitowany raz w miesiącu, w niedzielne wczesne popołudnie w bloku Teatrzyk, z czasem nadawany co tydzień. Bohaterem był Pan Fasola (Krzysztof Tyniec), który wprowadzał w świat zabawy i muzyki gromadkę dzieci (tworzoną przez zespół Fasolki).
Audycja wypromowała mnóstwo pamiętanych do dziś hitów, śpiewanych zarówno przez dzieci, jak i dorosłych wykonawców, między innymi zespoły Fasolki, Radiowe Nutki, Gong, Gawęda, Kaczki z Nowej Paczki, czy Piccolo Coro dell’Antoniano oraz Natalię Kukulską, siostry Marię i Barbarę Winiarskie, Marylę Rodowicz i innych.